# Campo di Giove

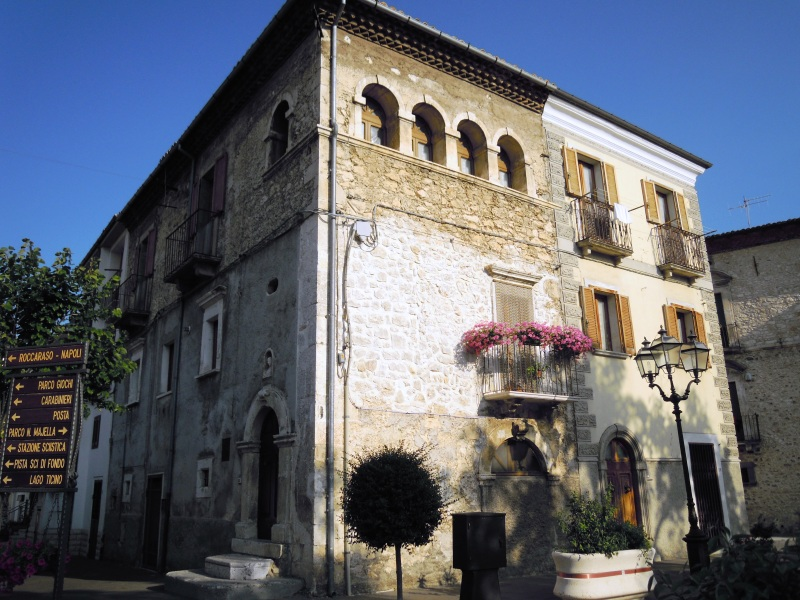
Piazza Duval

Campo di Giove is een gemeente in de Italiaanse provincie L'Aquila (regio Abruzzen) en telt 916 inwoners (31-12-2004). De oppervlakte bedraagt 30,4 km², de bevolkingsdichtheid is 30 inwoners per km². De gemeente ligt in het Nationaal Park Majella.

## Demografie
Campo di Giove telt ongeveer 382 huishoudens. Het aantal inwoners daalde in de periode 1991-2001 met 2,1% volgens cijfers uit de tienjaarlijkse volkstellingen van ISTAT.
| Jaar | Inwoneraantal |
| ---- | ------------- |
| 1991 | 926           |
| 2001 | 907           |

## Geografie
De gemeente ligt op ongeveer 1071 m boven zeeniveau.
Campo di Giove grenst aan de volgende gemeenten: Cansano, Pacentro, Palena (CH).